# 로토제약
로토제약 주식회사（일본어: ロート製薬株式会社、영어: ROHTO Pharmaceutical Co., Ltd.）는、오사카시 이쿠노구 타츠미니시에 본사를 두는 일본의 제약회사이다. 오사카 증권거래소 및 도쿄 증권거래소의 제1부에 상장하고 있다.（증권코드: 4527)

## 기업 개요

2024년까지 사용되는 이전 로토제약 로고.

전신기업인「신천당산전안민약방(信天堂山田安民薬房)」는 1899년에 창업. 지금도 위장약이나 안약을 기반으로 하는 의료 의약품이나 스킨케어 제품을 주력상품으로 하고 있고, 의약정보담당자(MR)도 있다. 또한 배란일 검사약을 의료용으로 제공하고 있기에 의료종사자밖에 볼 수 없는 자사의 웹사이트는 존재한다. 또한 그룹 기업으로서 미국의 멘소래담사를 산하에 두고 있다.
거점
오사카시(본사)와 미에현 우에노 시→이가시의 두곳에 공장을 설립. 또한 연구소가 본사, 이가시, 교토부, 기즈가와시의 3곳에 있다.
기업 슬로건
- 위장약으로 유명한 신천당산전안민약방(信天堂山田安民薬房)（1899년 2월 22일 - 1931년 3월 31일）
- 위장약과 로토 안약으로 유명한 신천당산전안민약방(信天堂山田安民薬房)（1931년 4월 1일 - 1949년 9월 14일）
- 위장약과 로토 안약으로 유명한 로토제약（1949년 9월 15일 - 1958년 9월 30일）
- 위장약과 신 로토 안약으로 유명한 로토 제약（1958년 10월 1일 - 1989년 5월 31일）
- 판시론과 V로토의 로토제약（1965년 1월 1일 - 1989년 5월 31일）
- 건강한 내일을 위하여（1989년 6월 1일 - 2004년 5월 19일）
- Happy Surprise! 기쁨 깜짝 서약회사（2004년 5월 20일 - 2016년 2월 23일）
- Never Say Never (2016년 2월 24일 ~ 현재)

마스코트 캐릭터
롯타와 롯치 2004년 제정. 롯타는 남자아이(5살), 롯치는 여자아이(3살). 이 둘 이외에도 신천당산전안민약방(信天堂山田安民薬房)의 창업년인 1899년부터 살아있는 하얀 두루미 폿포로토가 있다. 롯타, 롯치, 폿포로토는 2005년 7월부터 2010년 3월의 단독 스폰서 기간 동안 SMAPXSMAP(간사이 테레비/후지 테레비)의 오프닝 캐치로 등장했다.